# Филимон (Курчаба)

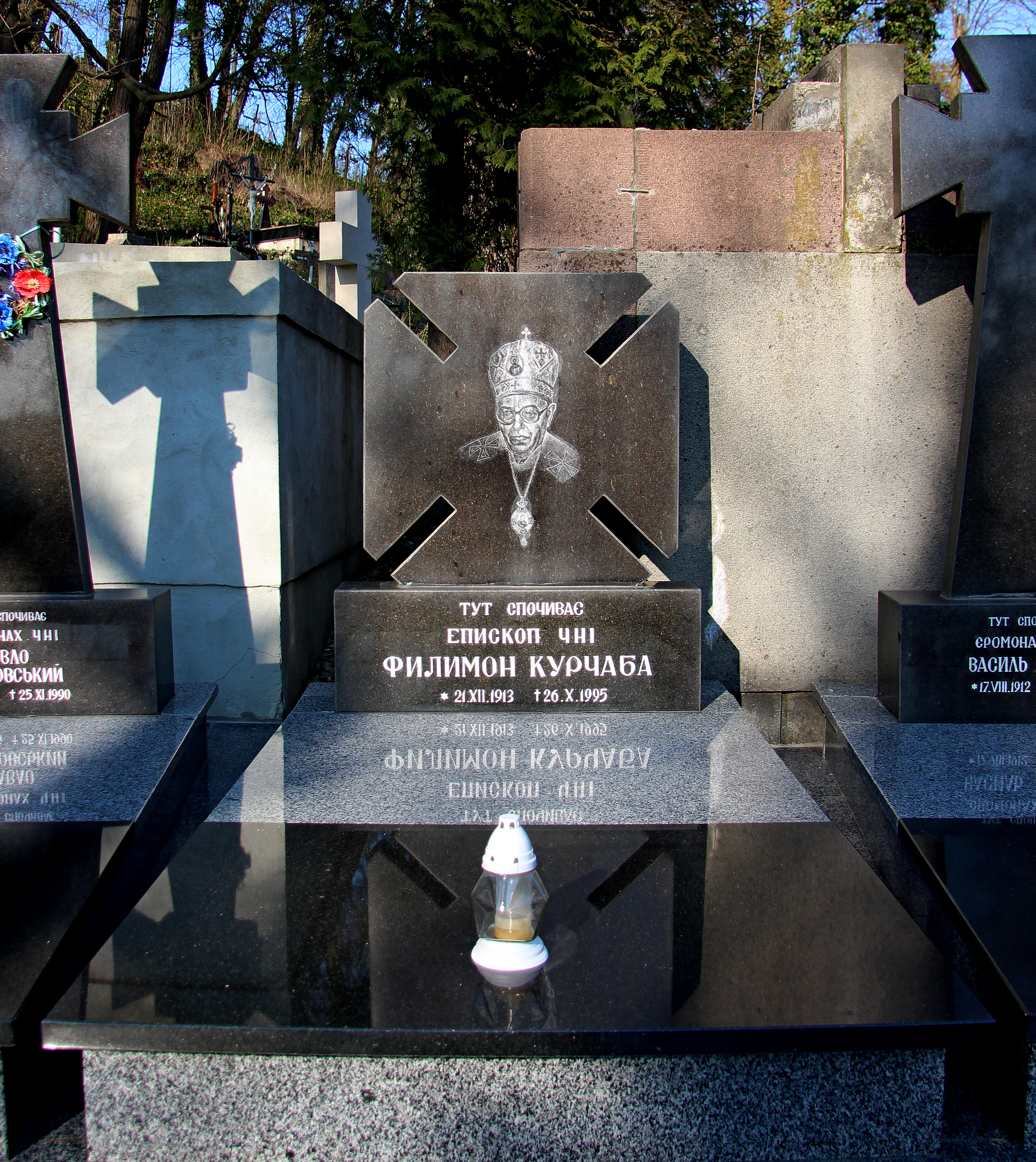

Филимо́н Курча́ба (у світі Филимон Курчаба; 21 грудня 1913, Желихів Великий — 26 жовтня 1995, Львів) — єпископ Української греко-католицької церкви; з 23 лютого 1985 року — єпископ-помічник Львівської Архієпархії УГКЦ.

## Життєпис
Филимон Курчаба народився у багатодітній селянській родині. Початкову освіту здобув у сільській школі, завершивши 6 класів. Упродовж 1926–1931 років навчався у Малій семінарії отців редемптористів у Львові. У 1931 році вступив у монастир ЧНІ. Новіціят пройшов у Голоско.
У 1932–1937 роках навчався у Бельґії в університетах Лювена (1932—1936) та Воплято (1936—1937). У той же час — 28 серпня 1935 року склав вічні обіти.
25 липня 1937 року владика Миколай (Чарнецький) у Левені (Бельгія) висвятив Филимона Курчабу на священника.
У 1937 році о. Филимон повернувся до Львова та став викладати історію та польську мову у Малій семінарії отців редемптористів. У вересні 1939 року, коли Львів зайняли радянські війська о. Филимон разом з іншими священниками був змушений покинути монастир.
Упродовж 1939–1941 років душпастирює у с. Тяглів (тепер Шептицького району Львівської області).
У 1942–1946 обіймає посаду економа у відновленому ювенаті. Вже у 1948 році монастир у Голоско ліквідували, а о. Филимона разом з іншими редемптористами відвозять до монастиря оо. Студитів в селі Унів.
З 1950 по 1958 роки Филимон Курчаба мешкає у рідному селі — Великосілки. Протягом цього періоду ієромонах духовно опікується сестрами зі згромаджень св. Йосафата у Буську та св. Йосифа у Львові, а також контактує з іншими монахами-редемптористами.
Упродовж 1958—1973 років працює на державній роботі у Львівській міській санепідемстанції.
23 лютого 1985 митрополит Володимир (Стернюк) хіротонізував о. Филимона на єпископа-помічника Львівської архієпархії.
У травні 1989 року владика Филимон разом іншими єпископами, а також священниками та вірними, брав участь у заходах у Москві за легалізацію УГКЦ.
Помер 26 жовтня 1995 року та похований на 35 полі Личаківського цвинтаря у Львові.